# 康斯坦察賭場

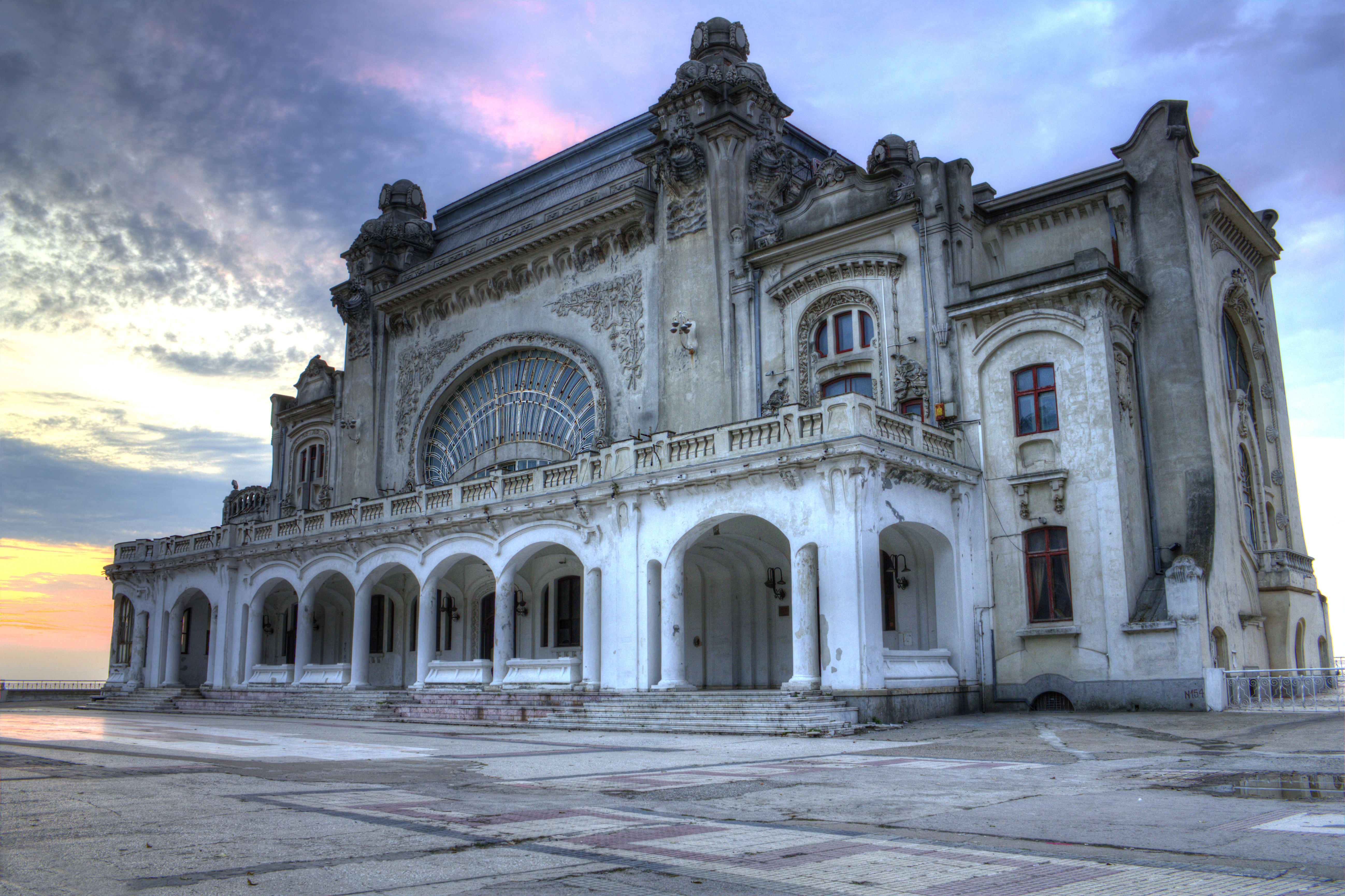
康斯坦察賭場

康斯坦察賭場（羅馬尼亞語：Cazinoul din Constanța）位於羅馬尼亞的康斯坦察，是一座已停用的賭場建築。現已被羅馬尼亞文化部指定為歷史古蹟。

## 建築
賭場位於康斯坦察歷史悠久的半島區，最初的建築是在1880年用木頭建造的；目前的建築是在新藝術運動中建造的風格，根據Daniel Renard的計劃設計和建造，並於1910年8月落成。在兩次世界大戰期間，曾一度充當臨時戰時醫院。1948年，它被改造成社區中心，1960年，它被移交給國家旅遊局，後者並將其改造成餐廳。

## 近況
由於龐大的運營費用，該建築自1990年以來一直被廢棄到2019年，目前正在重新裝修。